# Gibbs Bluff
Das Gibbs Bluff ist ein Felsenkliff im ostantarktischen Mac-Robertson-Land. Auf dem Mawson Escarpment ragt es zwischen dem Arriens-Gletscher und dem England-Gletscher auf.
Luftaufnahmen der Australian National Antarctic Research Expeditions aus den Jahren 1956, 1960 und 1973 dienten seiner Kartierung. Das Antarctic Names Committee of Australia benannte es nach dem australischen Meteorologen William James Gibbs (1918–2005), Leiter des Bureau of Meteorology von 1962 bis 1978 und Präsident der Weltorganisation für Meteorologie von 1967 bis 1975.